# Houston Acres
Houston Acres és una població dels Estats Units a l'estat de Kentucky. Segons el cens del 2000 tenia 491 habitants.

## Demografia
Segons el cens del 2000, Houston Acres tenia 491 habitants, 219 habitatges, i 151 famílies. La densitat de població era de 1.263,8 habitants/km².
Dels 219 habitatges en un 22,4% hi vivien nens de menys de 18 anys, en un 55,3% hi vivien parelles casades, en un 13,7% dones solteres, i en un 30,6% no eren unitats familiars. En el 25,1% dels habitatges hi vivien persones soles el 9,1% de les quals corresponia a persones de 65 anys o més que vivien soles. El nombre mitjà de persones vivint en cada habitatge era de 2,24 i el nombre mitjà de persones que vivien en cada família era de 2,7.
Per edats la població es repartia de la següent manera: un 19,3% tenia menys de 18 anys, un 4,3% entre 18 i 24, un 26,1% entre 25 i 44, un 26,5% de 45 a 60 i un 23,8% 65 anys o més.
L'edat mediana era de 45 anys. Per cada 100 dones de 18 o més anys hi havia 81,7 homes.
La renda mediana per habitatge era de 46.875 $ i la renda mediana per família de 50.417 $. Els homes tenien una renda mediana de 48.750 $ mentre que les dones 26.250 $. La renda per capita de la població era de 26.277 $. Entorn de l'1,6% de les famílies i el 2,5% de la població estaven per davall del llindar de pobresa.

## Poblacions més properes
El següent diagrama mostra les poblacions més properes.